# Albiș, Covasna
Albiș (maghiară Kézdialbis) este un sat în comuna Cernat din județul Covasna, Transilvania, România. Se află în Depresiunea Târgu Secuiesc, la poalele munților Bodoc.

## Monumente istorice[3]
- Ansamblul bisericii reformat-calvine (sec. XVI - XIX)
- Casa Barabás (1830)

## Imagini

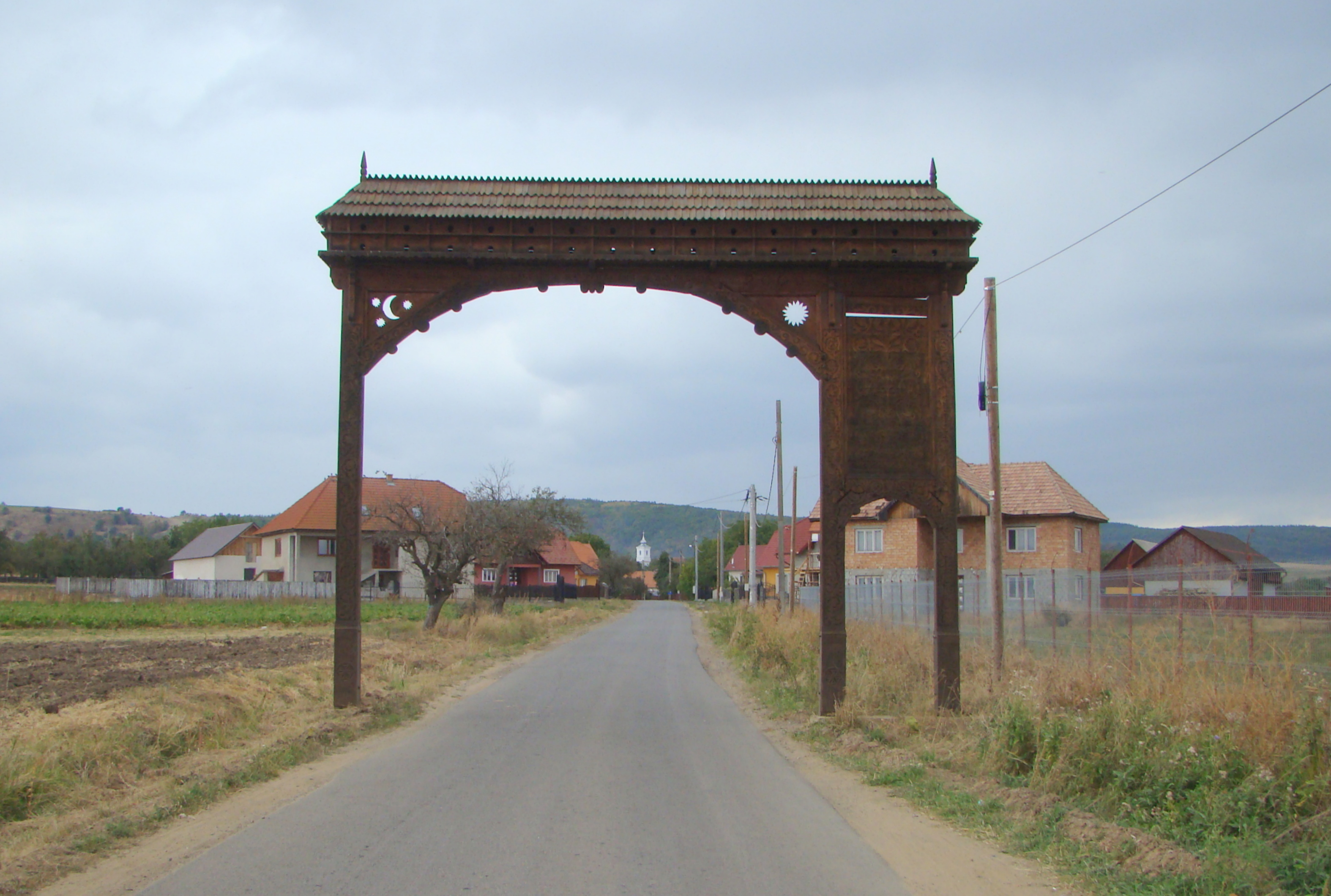
Intrarea în localitate
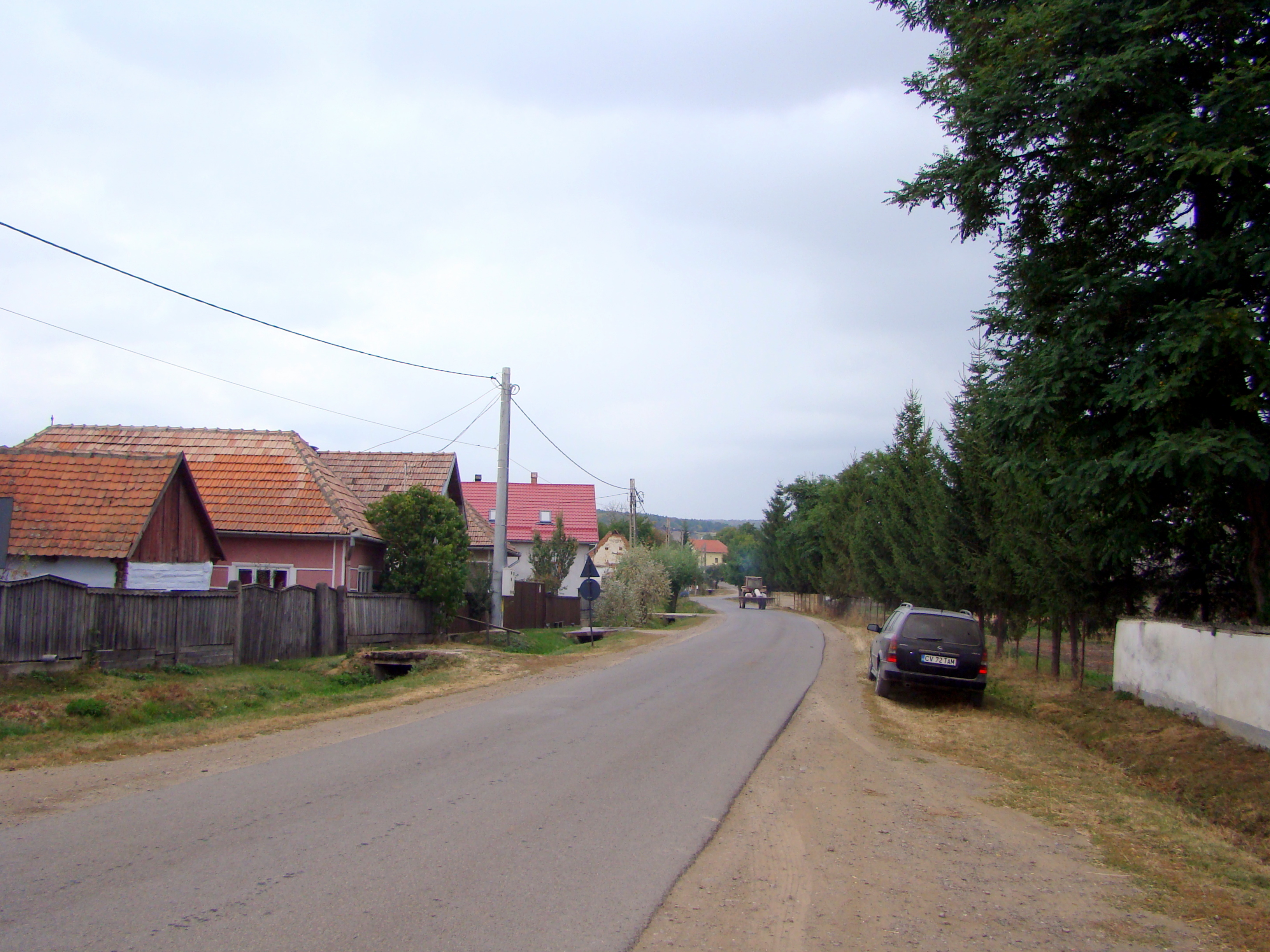
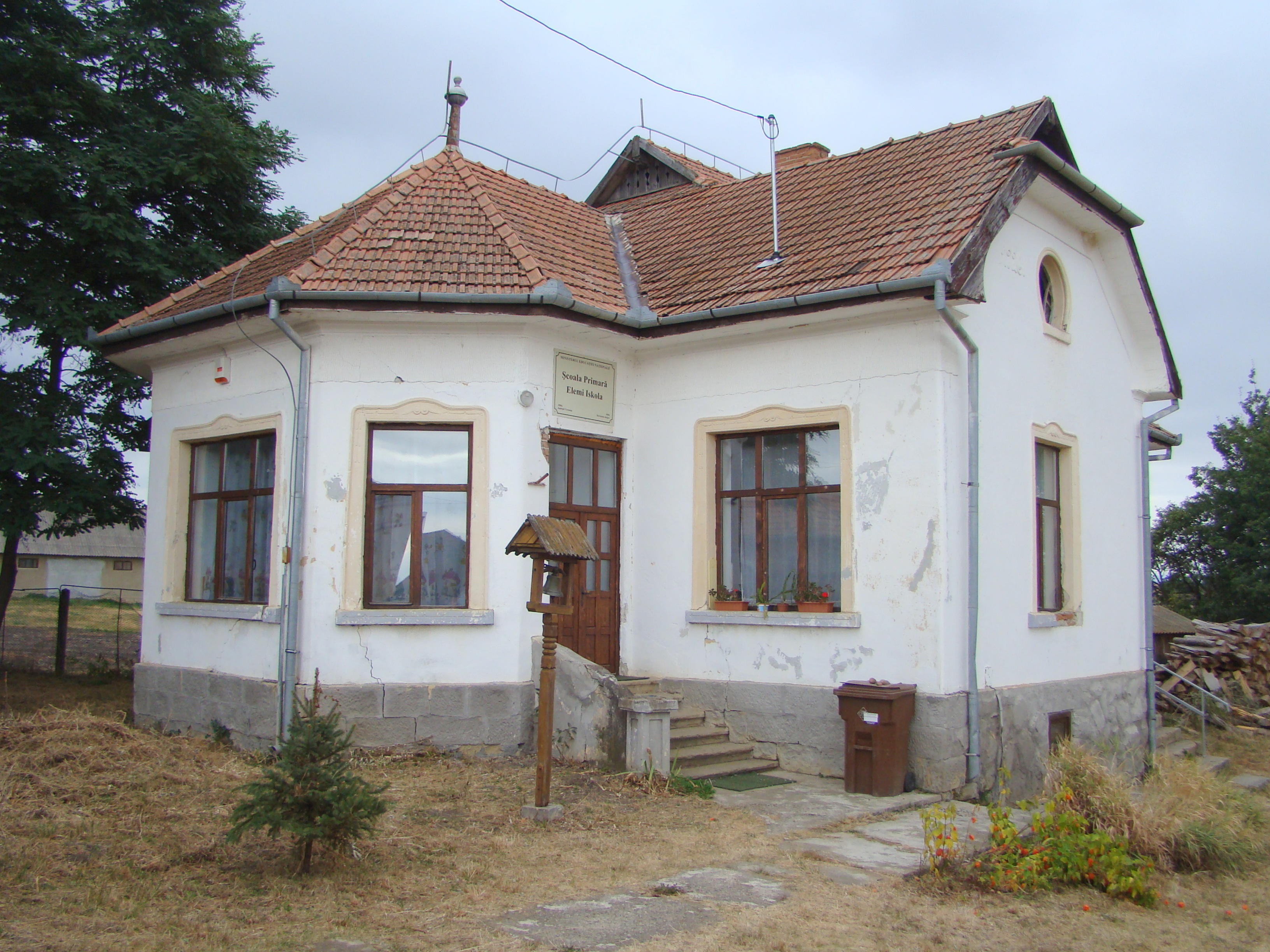
Fost conac transformat în şcoală
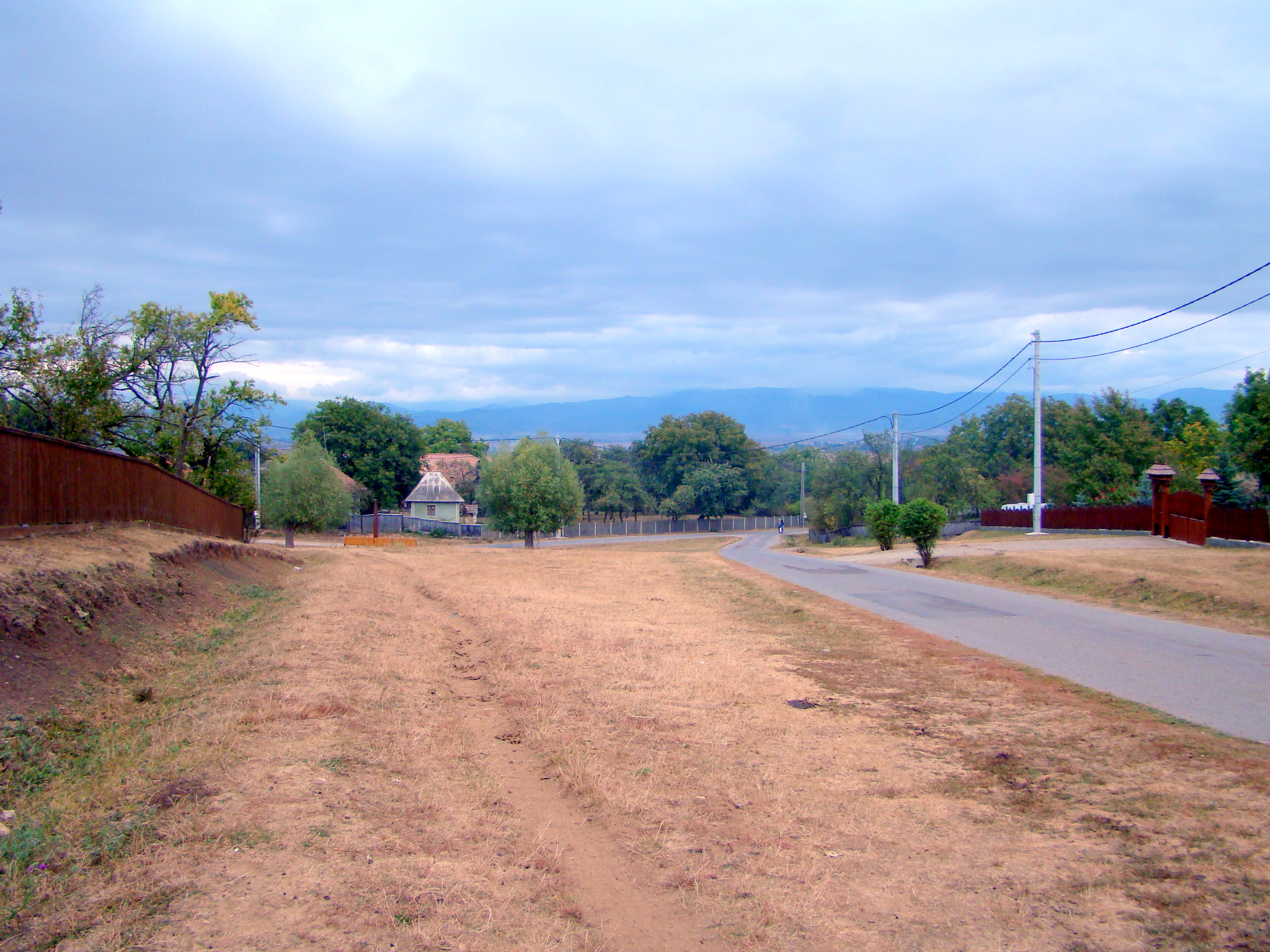
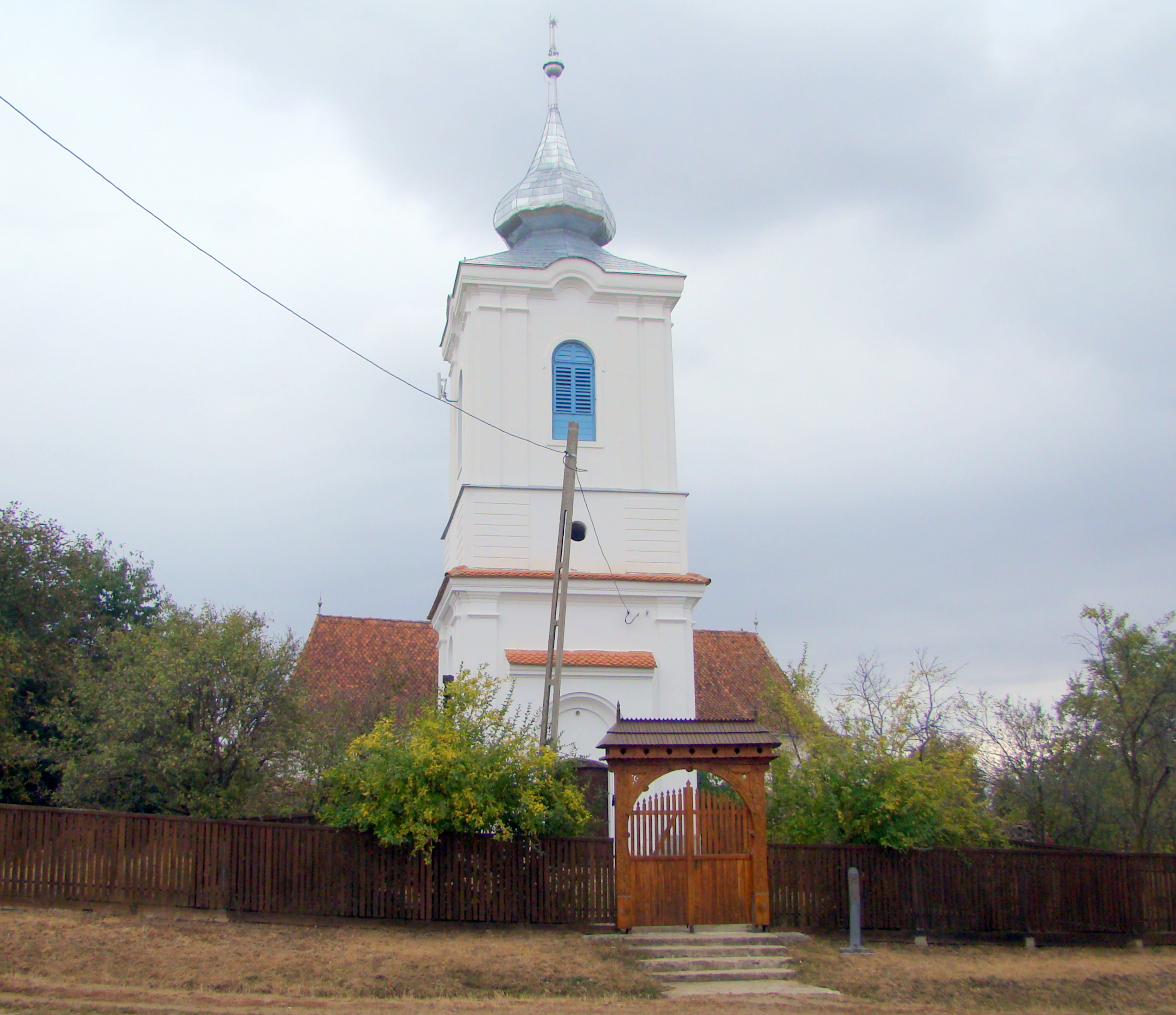
Ansamblul bisericii reformate
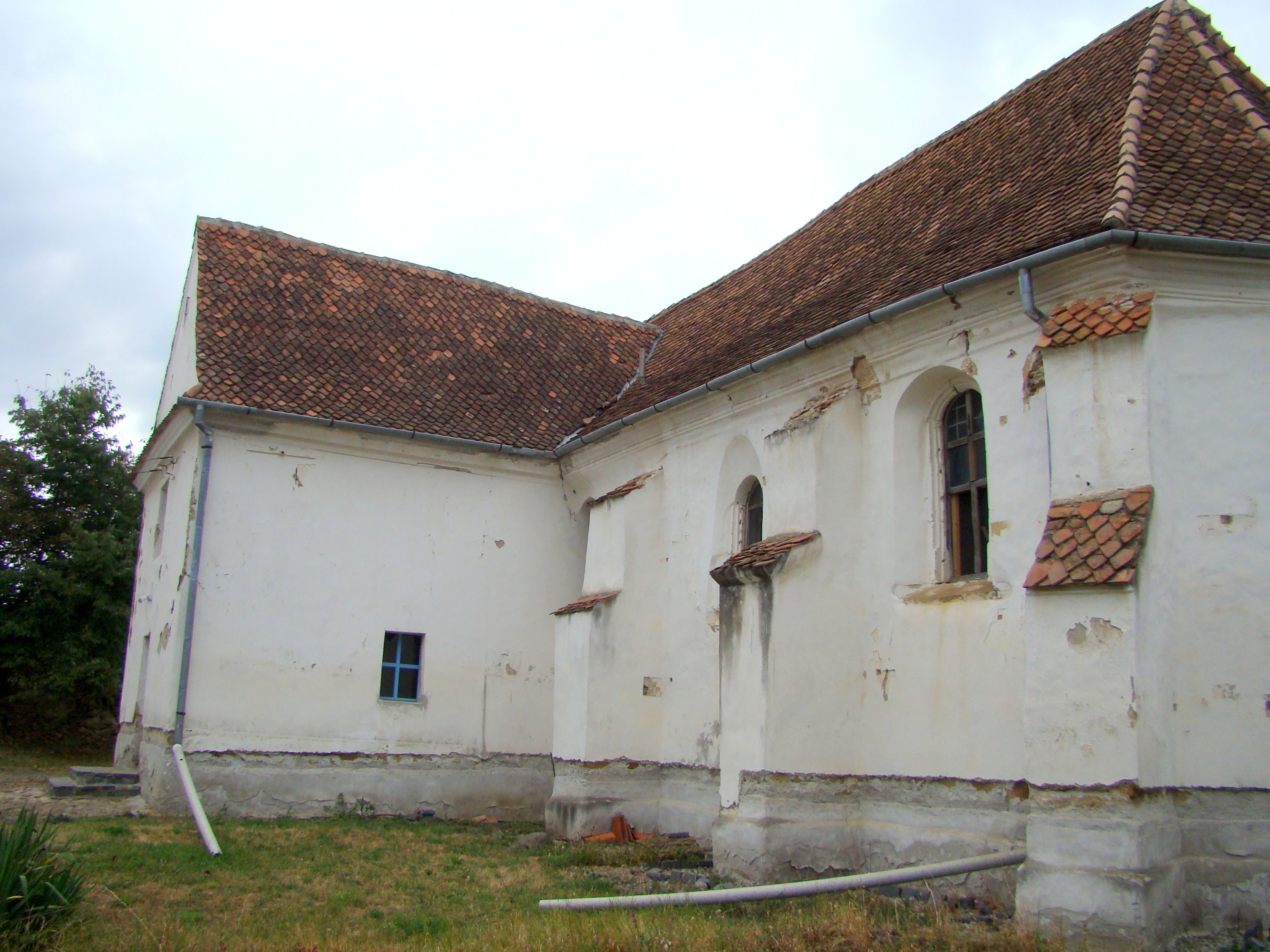
Biserica reformată (sec. XIII - XV)
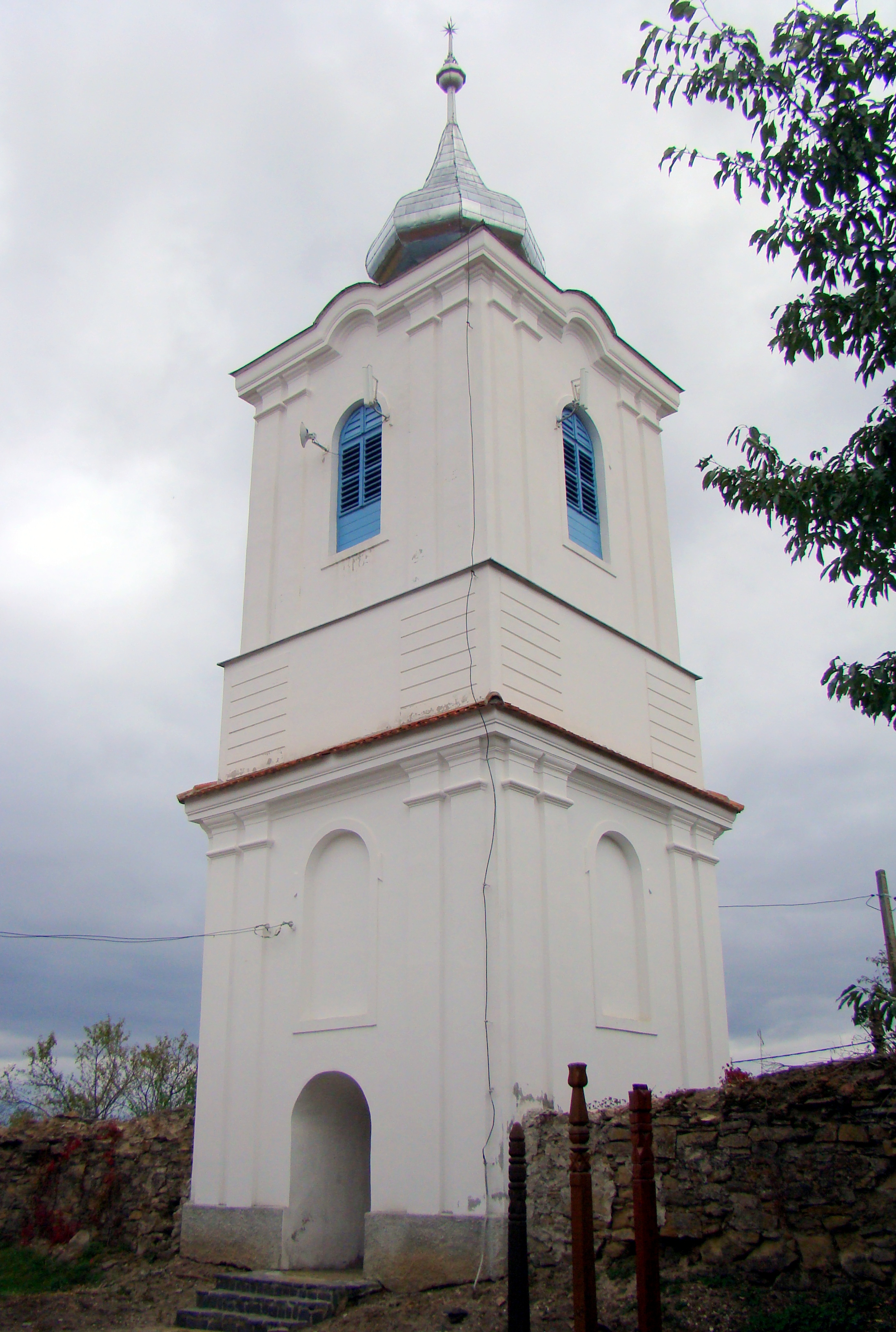
Turnul bisericii reformate
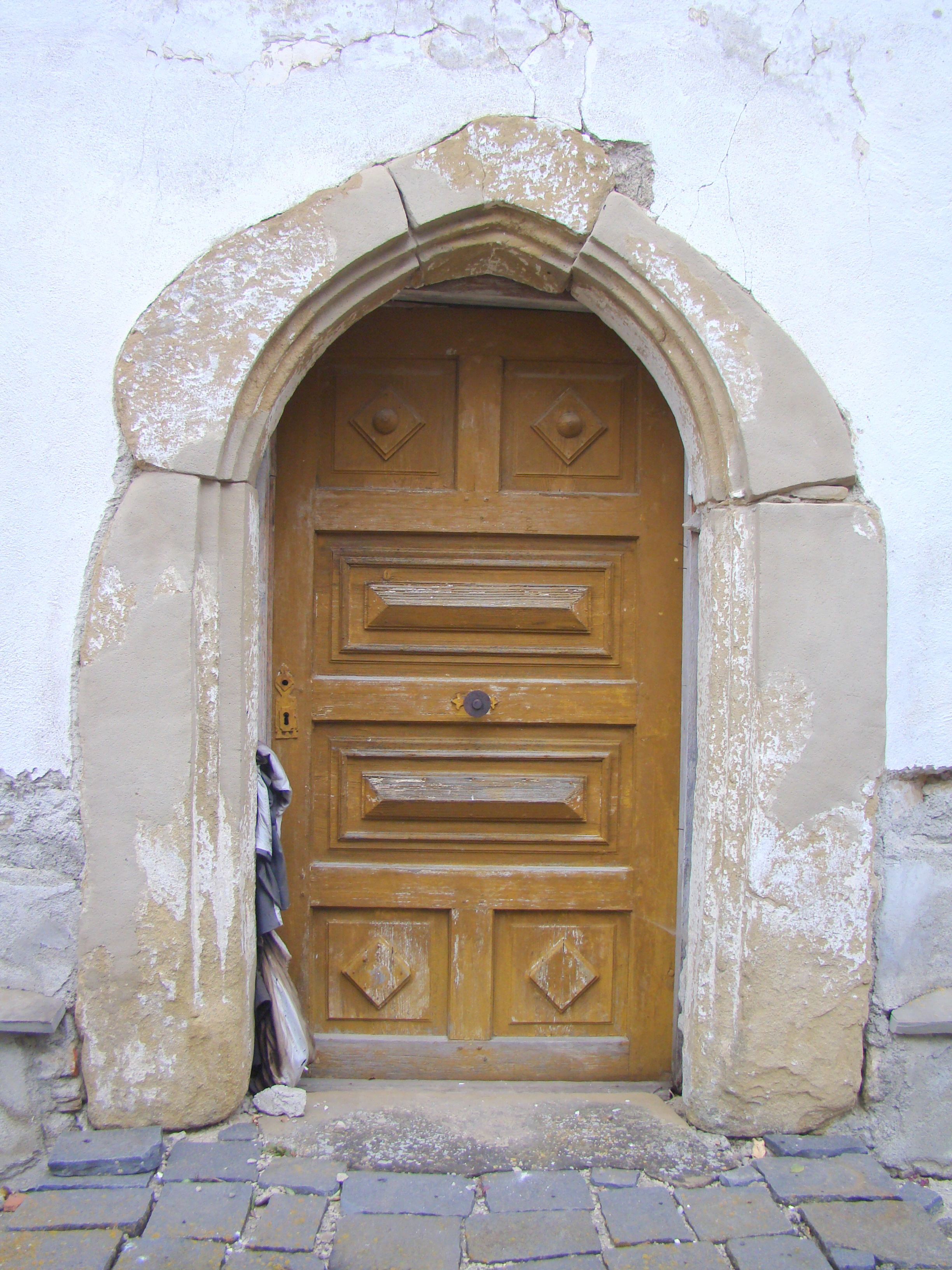
Portalul

 Acest articol despre o localitate din județul Covasna este deocamdată un ciot. Puteți ajuta Wikipedia prin completarea lui.